# 四川鸢尾
四川鸢尾（学名：Iris sichuanensis）是鸢尾科鸢尾属的植物，其种加词“sichuanensis”意为“四川的”。中国特有植物。分布在中国大陆的四川、甘肃等地，见于山坡草丛中以及路旁，目前尚未由人工引种栽培。
现接受名为薄叶鸢尾（Iris leptophylla Lingelsh. ex H.Limpr.)。